# Fawangtempel
Fawangtempel is een boeddhistische tempel 5 km ten noordwesten van de stad Dengfeng in de Chinese provincie Henan. Het ligt aan de voet van de Yuzhu Feng van de berg Song Shan. Deze tempel is een van de eerste boeddhistische tempels van China. Het oorspronkelijke gebouw werd gebouwd in het jaar 71. Drie jaar na de bouw van de Baimatempel.
De tempel heeft pagodes die stammen uit de Tang-dynastie (618–907). De belangrijkste hiervan is de 40 meter hoge stenen pagode. In dit gebouw is een jaden boeddhabeeld te vinden. Andere pagodes van de tempel zijn gebouwd tijdens de Yuan-dynastie.
In 1987 werd de tempel grondig gerestaureerd.